# Посланство Краљевине Србије у Риму
Посланство Краљевине Србије у Риму основано је 18. јануара 1879. године Законом о дипломатским заступништвима и конзулатима српским у иностранству.  Постојало је до 1918. године, када је, оснивањем Краљевине Срба, Хрвата и Словенаца, преузето од стране новоосноване државе.
Данас постоји Амбасада Републике Србије у Риму.

## Историјат
У пролеће 1859. године, Влада Сардиније шаље свог првог конзула у Србију, чиме почињу дипломатске везе Србије и Италије уз благонаклон однос Италије према српским напорима да учврсти своју аутономију. У овом периоду, који траје све до Берлинског конгреса 1878. године, Италија чини интензивне напоре у борби против Аустрије у чему Србију, а пре свега српско становништво у Аустроугарској, види као потенцијалног савезника. До значајније сарадње, међутим, ипак није дошло.

## Посланство
Након међународног признања Србије на Берлинском конгресу, кнез Милан Обреновић формирао је, 1879. године, поред постојећих дипломатских заступништва у Бечу, Букурешту и Цариграду, представништва у Атини, Берлину, Лондону, Паризу, Петрограду, Риму, Цетињу и Бугарској. Исте године Србија и Италија потписују и Конвенцију о конзулству и о настањивању којом су детаљно регулисане обавезе потписница. Персонал Посланства чинили су: изванредни посланик и опуномоћени министар, секретар и писар. У појединим периодима место посланика било је упражњено.
Радом Посланства Краљевине Србије у Риму између осталих руководили су: Филип Христић, Милан Кујунџић, Драгутин Франасовић, Милан Христић, Ђорђе Павловић, Милан Петронијевић, Петар Стеић, Милан Гарашанин, Милан Богићевић, Иван Павловић, Александар Јовичић, Коста Христић, Ђорђе Симић, Миленко Веснић, Милован Миловановић и Михајло Вујић.
Први изванредни посланик и опуномоћени министар, Милан Кујунџић, постављен је 1883. године.
Целокупна сачувана грађа о раду Посланства данас се чува у Архиву Србије у фонду Министарства иностраних дела – Политичко одељење и доступна је истраживачима. Архив Србије је овај фонд преузео 1882. године од Дипломатског архива Секретаријата за иностране послове СФРЈ. Део грађе је публикован 2016. године у књизи Посланство Краљевине Србије у Риму, Том I, 1882–1902, као део едиције „Историја српске дипломатије- документа“.
Извештаји и преписка са Министарством иностраних дела, објављени у овој књизи баве се пре свега решењем статусних питања земље, протоколарним питањима (владарске посете, одликовања), персоналним променама, економским темама, династичким и војним питањима, међународном политиком, религијским, културним темама, оперативним информацијама о раду Посланства и финансијским питањима.